# Кевін Едвардс
Кевін Едвардс (англ. Kevin Edwards, нар. 30 жовтня 1965, Клівленд-Гайтс) — американський професіональний баскетболіст, що грав на позиції атакувального захисника за декілька команд НБА.

## Ігрова кар'єра
Починав грати у баскетбол у команді старшої школи Сент-Джозеф (Клівленд, Огайо). На університетському рівні грав за команду Лейкленд CC (1984–1986) Де Поль (1986–1988). 
1988 року був обраний у першому раунді драфту НБА під загальним 20-м номером командою «Маямі Гіт».
Професійну кар'єру розпочав 1988 року виступами за тих же «Маямі Гіт», захищав кольори команди з Маямі протягом наступних 5 сезонів.
З 1993 по 1998 рік грав у складі «Нью-Джерсі Нетс».
Частину 1998 року виступав у складі «Орландо Меджик».
Останньою ж командою в кар'єрі гравця стала «Ванкувер Гріззліс», до складу якої він приєднався 2000 року і за яку відіграв один сезон.

## Ососбисте життя
Одружений, подружжя має троє дітей.